# Stenmurkla
Stenmurkla, även kallad falsk murkla (Gyromitra esculenta) är en svampart i släktet Gyromitra, en av de vanligaste av de svampar som kallas murklor. Stenmurklan är en vårsvamp som finns både i Europa och i Nordamerika.
Som färsk är stenmurklan en av de giftigaste svamparna. Förvällning av stenmurklor avlägsnar inte allt gift, gyromitrin. Det råder delade meningar om den ska klassas som ätlig eller ej. Finska Livsmedelsverket anser att stenmurklan är säker att äta efter noggrann förvällning. Svenska Livsmedelsverket avråder från att äta svampen eftersom den kan framkalla både akut förgiftning och långsiktiga negativa hälsoeffekter, som cancer och infertilitet. Giftigheten varierar eftersom gifthalt skiljer sig mellan svamp och svamp, samt att känsligheten för giftet varierar mellan olika individer. Även hanteringen kan vara hälsofarlig. För kockar som kokar stuvning eller sås från färska eller torkade murklor kan ångan vara ett arbetsmiljöproblem. Att bara vistas i samma utrymme som stenmurklan med dålig ventilation kan orsaka förgiftning.
Stenmurklan är Norrbottens landskapssvamp.  

## Utseende
Stenmurklans hatt ser ut ungefär som en brunaktig hjärna. Höjden på hatten är cirka 10 cm och bredden 15 cm, varav foten är cirka 6 cm hög. Färgen varierar från mörk till ljusbrun. Kanten av hatten är invikt och fastväxt vid foten. Fotens färg har en ljusare nyans än hatten och varierar mellan brun till violett. Stenmurklan har en säregen doft vilken beskrivs som nötaktigt stark, men behaglig. I genomskärning blottas svampens gräddgula, ihåliga innanmäte. Svampköttet är tunt och skört.

### Förväxlingsrisk
Stenmurkla, även kallad "falsk murkla", är snarlik äkta murklor (i till exempel släktet Morchella), som tillhör toppmurklorna. Giftet som finns hos stenmurkla har ej påträffats hos toppmurklorna. Förväxlingsrisken mellan toppmurkla och stenmurkla kan medföra att misstag görs och förgiftning sker.

## Växtplats
Stenmurklan finns i Europa samt i Nordamerika. I Sverige är den vanligast norrut men finns i hela landet. Stenmurklan växer i barrskog och gärna på skogshyggen, stigar och skogsvägar på magra och sandiga marker. Stenmurklan är en vårsvamp och kan påträffas några veckor efter att snön smält bort,  vilket inträffar i södra Sverige kring april och i norra delarna kan det dröja ända till juli.  Vissa år är så kallade “murkelår” då förekomsten av stenmurkla är riklig.

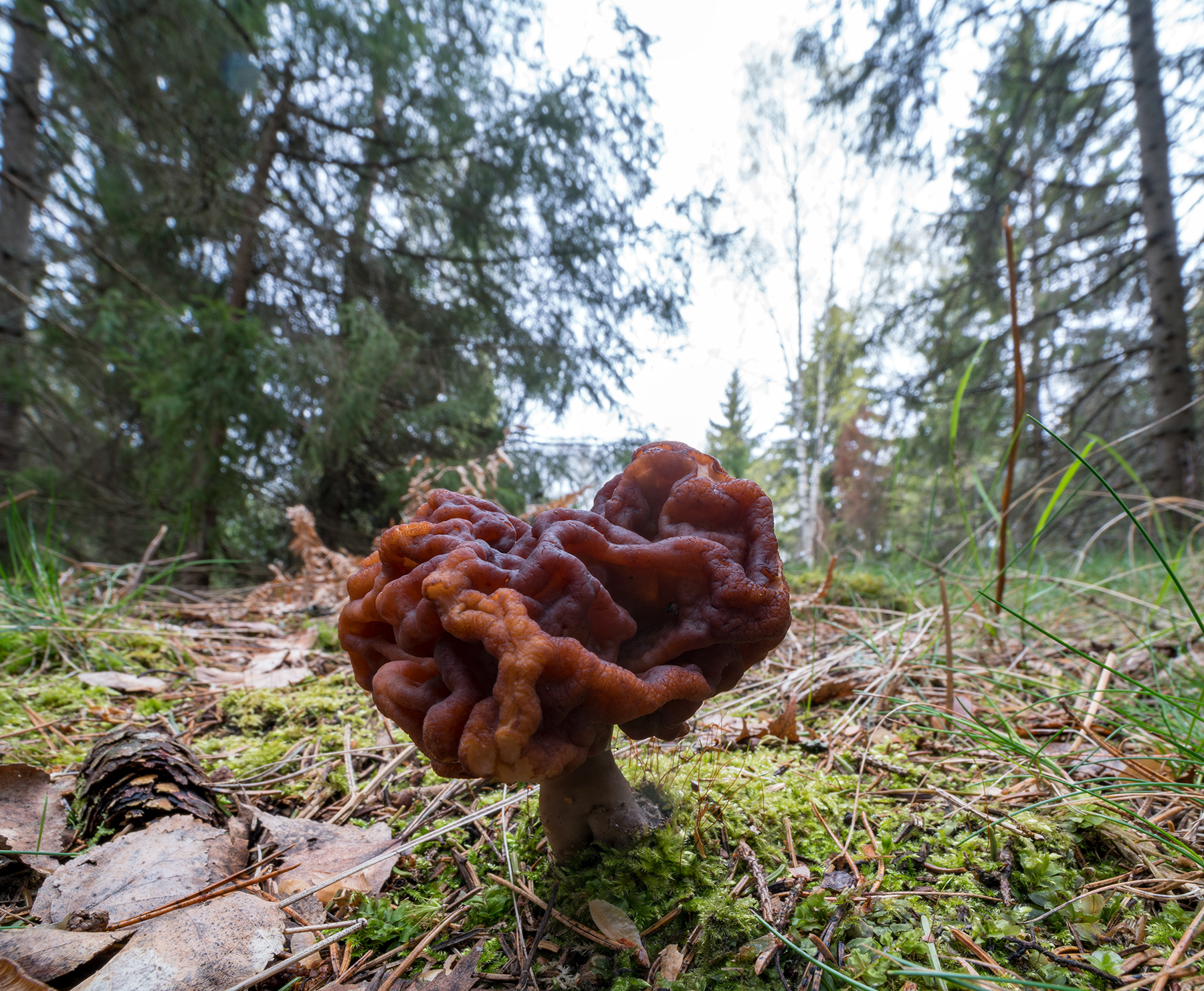
Stenmurkla - växtplats.

## Giftighet
Murklan innehåller ämnet gyromitrin, som i kroppen bryts ned till giftiga ämnen, bland annat metylhydrazin. Som färsk är stenmurklan en av de giftigaste svamparna. Hur giftig stenmurklan är varierar mellan olika växtplatser och från svamp till svamp men även beroende på vem som äter den. Variation har uppmätts mellan 40 och 150 mg/kg mellan olika växtplatser. En dödlig dos gyromitrin för barn uppskattats till 10–30 mg/kg vilket motsvarar 0,2–0,6 kg rå svamp. För vuxna är den dödliga dosen gyromitrin uppskattad till 20–50 mg/kg för vuxna vilket motsvarar 0,4–1 kg rå svamp.  Genom att förvälla svampen två gånger i vatten minskar man enligt svenska livsmedelsverket gifthalten till 6–15 procent av den ursprungliga. Finska livsmedelssäkerhetsverket menar att man med rätt förvällning kan minska gifthalten med 99,5 procent.
Svampar delas in i tre kategorier kopplat till toxicitet: ätbara, “beroende på” eller giftiga. “Beroende på”-kategorin syftar på hanteringen av svampen för att eliminera giftigheten, genom till exempel kokning eller torkning. Gyromitrin är vattenlösligt och flyktigt, vilket gör hanteringen extra viktig med god ventilering. Ämnet gyromitrin räknas till cytotoxinerna vilket gör att stenmurkla räknas till de cytotoxiska svamparna. Förtäring av cytotoxiska svampar är vanligen förenat med längre latenstid mellan intag och symtomdebut än neurotoxiska och mag-tarmirriterande svampar där symtomen beror på organskada. Stenmurklan anses inte vara lika akut giftig som flugsvamp eller spindlingar, men har desto större skaderisker på längre sikt.
Svampen har ansetts vara en delikatess och ätlig efter upprepad förvällning där vattnet slås bort, men senare forskning har visat att en del av giftet blir kvar, och bland annat det svenska livsmedelsverket rekommenderar nu att svampen inte äts. Detta gäller även torkad och förvälld svamp.
Finländska livsmedelssäkerhetsverket anser dock fortfarande att såväl torkade som färska svampar är ätbara om de behandlas rätt. Svampen har tidigare klassats som handelssvamp, men information om giftighet och rätt tillredning skulle finnas tillgänglig i samband med försäljning och försäljning från självbetjäningsdisk rekommenderades inte. Förordningen om handelssvamp har sedermera upphävts och ersatts med EU:s mer allmänna regler om livsmedelssäkerhet.
Substitutionsbehandling med pyridoxinhydroklorid (Pyridoxin) kan ges vid förgiftning av stenmurkla, eftersom förgiftningen hämmar kroppens upptag av pyridoxin. Kontroll av hemolysprover ingår också i rekommendationerna.

### Symtom
Vid förtäring av rå eller felaktigt tillagad stenmurkla är vanliga symtom mag- och tarmbesvär som uppkommer 5–8 timmar efter intag. Symtom kan även uppkomma 3–7 dygn efter förtäring, då cytotoxiska svampar i vissa fall har en längre latenstid. Tiden mellan förtäring och uppkomst av symtom kan ge vägledning om vilken typ av förgiftning som inträffat. Vid akut förgiftning kan symtom vara yrsel, dubbelseende, matthet och svettningar samt leverskador och sönderfall av röda blodkroppar.
Förgiftning kan även hämma kroppens användning av vitamin B6 och förorsaka pyridoxinbrist (B-vitamin) vilket leder till påverkan på nervsystemet. Stenmurkla kan även ge upphov till methemoglobinemi som i sällsynta fall kan behöva behandlas med metylenblått.
Förutom direkta symtom på förgiftning kan hydrazin misstänkas orsaka långsiktig skadeverkan, där negativ effekt på fortplantningsorganen samt risk för cancer observerats i djurförsök.
I en fransk alpby insjuknade en grupp människor i ALS och hypotesen är att neurotoxinet gyromitrin kan spela en roll för insjuknandet.

## Biokemi
Den huvudsaklig giftiga komponenten i stenmurklor är gyromitrin som består av acetaldehyd-N-metyl-N-formylhydrazon. Gyromitrin sönderdelas i sur miljö, till exempel i magsäcken, och resulterar i bildandet av N-metyl-N-formylhydrazin (MFH) och N-metylhydrazin (MMH) efter ytterligare hydrolys av MFH. 
Försök utförda på möss tyder på att konsumtion av gyromitrin genom omvandling till metylhydrazin kan utgöra en hälsorisk både genom att orsaka akuta förgiftningar och öka risken för cancer på sikt.
Risken att bli förgiftad av att äta stenmurkla kan vara större hos individer med minskad avgiftningshastighet (acetylering) av MFH, hos vilka större mängder MMH bildas från gyromitrin.

## Historia
Under århundradens lopp har det uppkommit olika “säkra” metoder att bedöma om en svamp är giftig eller inte. Tecken på gift kunde till exempel vara att svampen färgar silver svart eller att djur undviker att äta svampen, men dessa tecken saknar vetenskaplig grund. Oavsett om ett djur kan äta en svamp eller inte så säger det inget om giftigheten för människor. Eftersom inte alla giftiga svampar luktar eller smakar illa (somliga kan dofta behagligt av t.ex. anis), är det inget säkert sätt att ta reda på om en svamp är giftig eller ej.
I slutet av 1800-talet inträffade många dödsfall av stenmurkla i Sverige och därför infördes rekommendationen på avkok för att avlägsna giftet i svampen. Efter nya forskarrön på 1970-talet började dubbla avkok att rekommenderas. Av en studie från 1994, gjord av sju nordiska livsmedelstoxikologer, framkom att förtäring av stenmurklan borde betraktas som osäker för konsument. Hösten 1994 tog Svenska Livsmedelsverket beslut om att allmänheten enbart fick köpa avkok på stenmurkla medan restauranger fick köpa både färska och torkade stenmurklor. I en översiktsartikel från 2020 anses stenmurklan nu vara oätlig och bör undvikas.